# Maverick (montaña rusa)
Maverick es una montaña rusa de acero del parque de atracciones Cedar Point en Sandusky, Ohio. Fue fabricada por IntaRide LLC, la división estadounidense de la empresa Intamin AG, y la quingentésima diseñada por el ingeniero alemán Ing.-Büro Stengel GmbH. Los 21 millones de dólares que costó la convirtieron en la tercera montaña rusa más cara del parque; su recorrido de 1.356 metros la convirtieron, además, en la cuarta más larga del mismo. Maverick debería haber sido inaugurada el 12 de mayo de 2007, pero finalmente se retrasó hasta el 26 del mismo mes debido a que, después de unas pruebas, se encontrara uno de los elementos (el llamado heartline roll) de su recorrido demasiado intenso, lo cual podría haber provocado lesiones leves en sus pasajeros y un desgaste excesivo de los trenes. Aunque sea la decimoséptima construida en el parque, es solo la cuarta que cuenta con inversiones, siendo las otras Corkscrew, Raptor y Mantis. Con un ángulo de inclinación en su primera caída de 95° es la montaña rusa con más inclinación del parque, superando así a Top Thrill Dragster, Valravn, Wicked Twister y Steel Vengeance, que cuentan con 90° de inclinación vertical. El eslogan de la atracción es The Old West was never this wild., es decir: "El Viejo Oeste nunca fue tan salvaje."

## Galería de imágenes

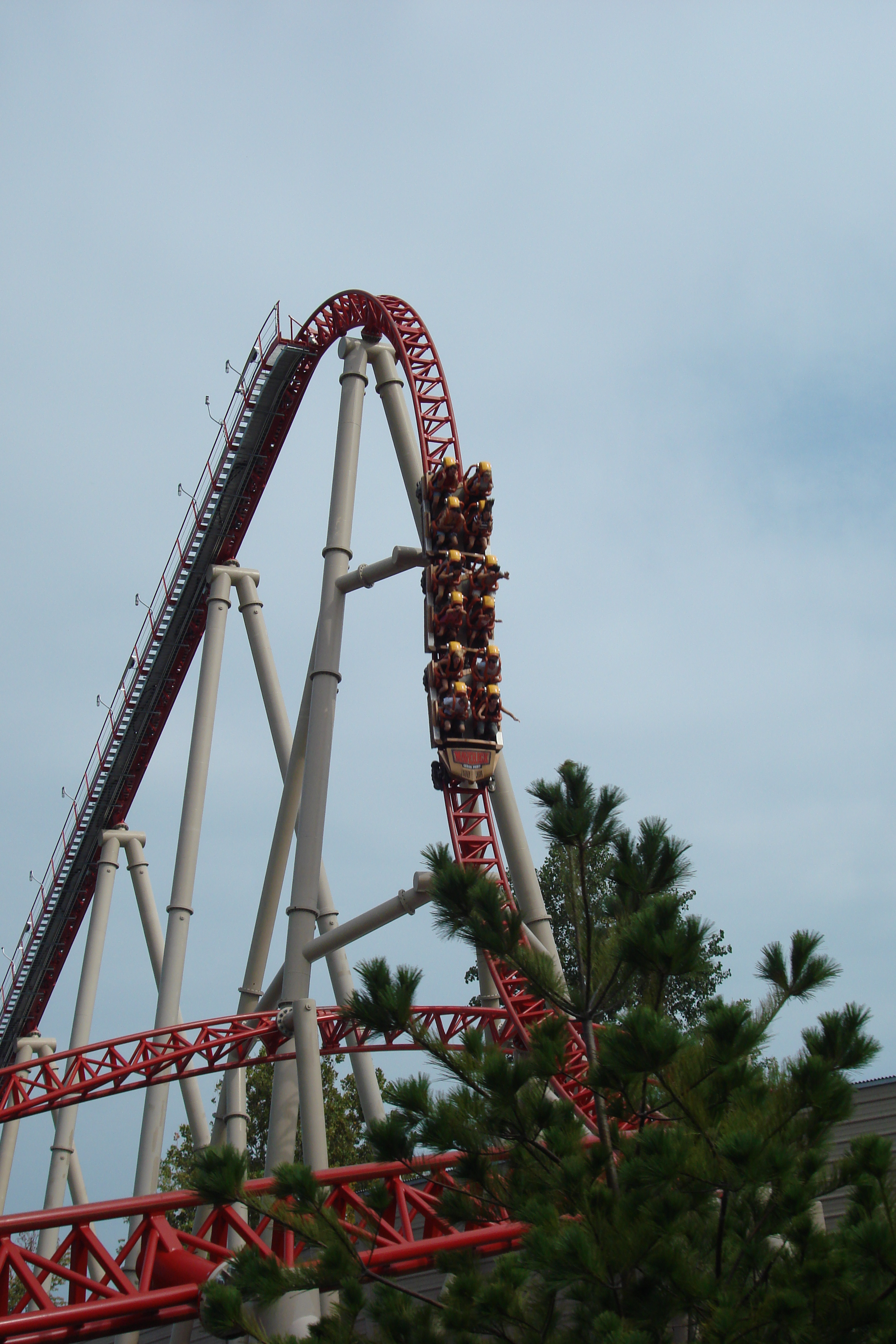
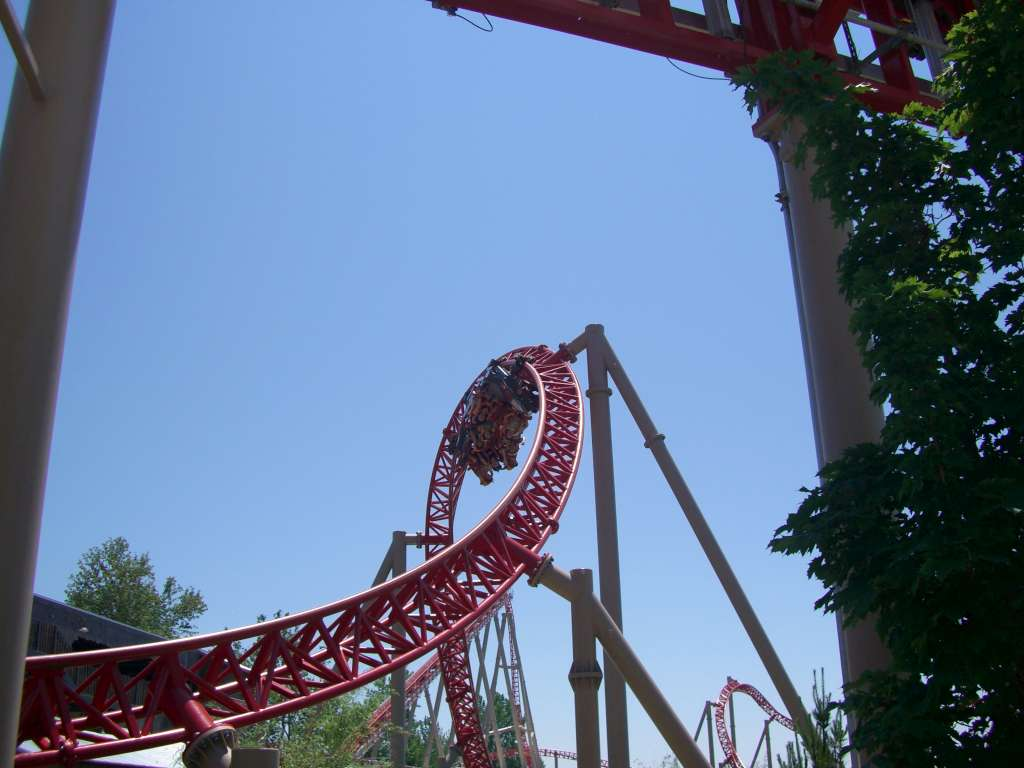
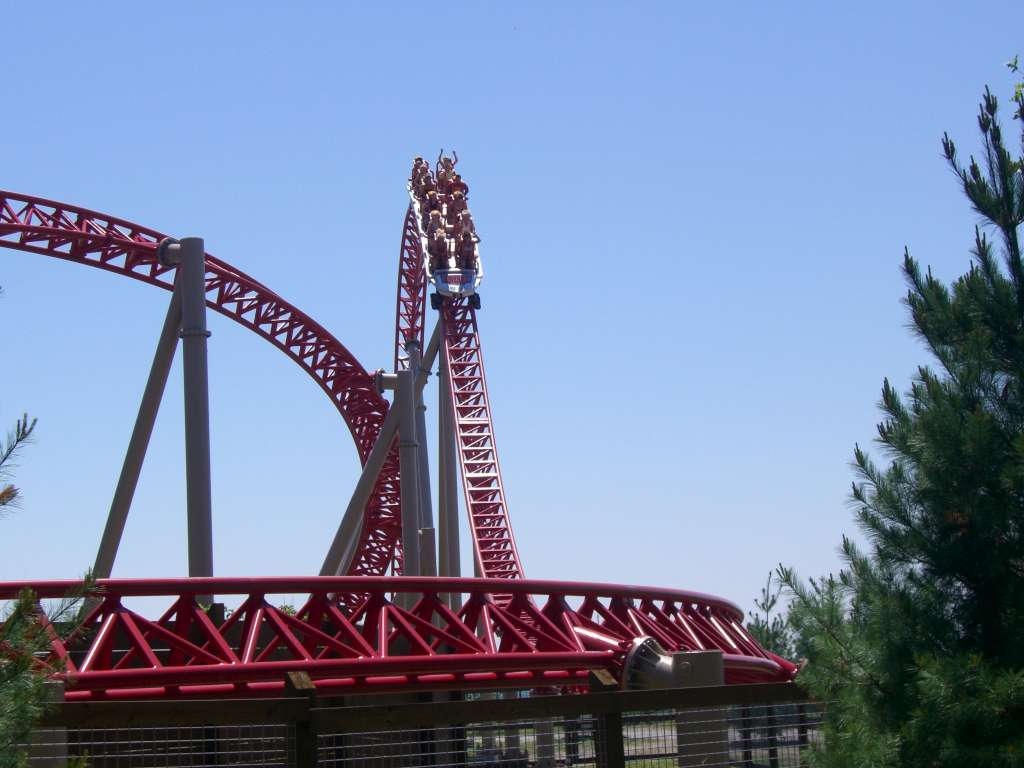
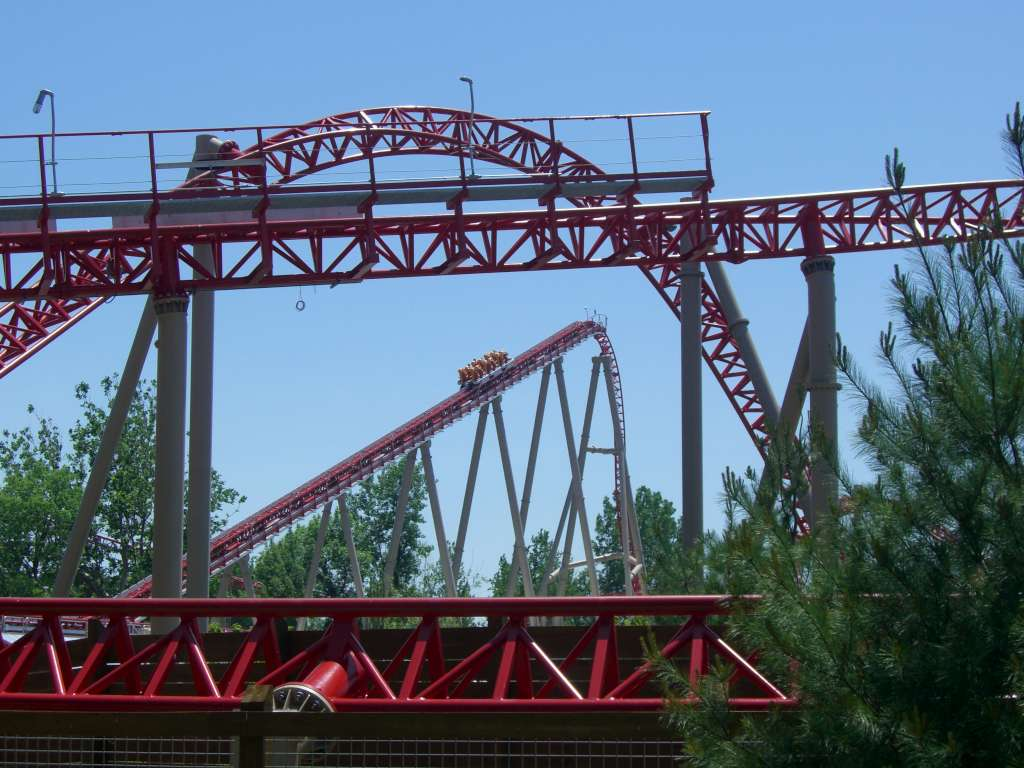